# Christernstraße
Die Christernstraße ist eine zentrale Erschließungsstraße in Bremen, Stadtteil Hemelingen, Ortsteil Hemelingen. Sie führt überwiegend in West-Ost-Richtung von der Hemelinger Bahnhofstraße/Hannoversche Straße bis zur Straße Osterhop.
Die Querstraßen und Anschlussstraßen wurden benannt u. a. als Hemelinger Bahnhofstraße, die zum Bahnhof führt, Hannoversche Straße nach der Stadt Hannover, Brunostraße nach dem Betreiber der Windmühle Brün Ehlers, Glockenstraße nach der Hemelinger Glockengießerei Otto von 1874, Unbenannte Straßen, Kirchnerstraße nach dem Direktor der früheren Aluminium- und Magnesiumfabrik Wilhelm Kirchner (1887–1929), Passenstraße nach dem Grundbesitzer Heinrich Passen, Bertramstraße nach dem Baurat Bertram, Kleine Westerholzstraße nach dem früheren Gehölz, Brüggeweg nach der Stadt in Westflandern, Grabenstraße nach einem größeren Entwässerungsgraben, Bruchweg nach dem Bruch in der Landschaft und Osterhop nach einer Flurbezeichnung zwischen Hemelingen und Arbergen; ansonsten siehe beim Link zu den Straßen.

## Geschichte

### Name
Die Christernstraße wurde nach dem Bürgermeister von Hemelingen Alfred Christern (1856–1929) benannt. Er war von 1904 bis 1922 als Bürgermeister tätig, baute die Gemeindeverwaltung auf, ordnete die Ortsplanung und ließ bis 1906 das Rathaus Hemelingen bauen. Die Straße hieß zuvor Karlsstraße.

### Entwicklung
Mitte des 19. Jahrhunderts begann mit dem Anschluss an verschiedene Bahnstrecken in Hemelingen eine Industrialisierung. Die Einwohnerzahl nahm von 1855 bis 1905 stark zu von 2275 auf 7214 Einwohner.
1874 wurde die Hemelinger Glockengießerei Otto von Franz Otto aus Duderstadt zusammen mit seinem Bruder Karl gegründet. Hier wurden 6200 Glocken u. a. für den Bremer Dom (die Brema) und St. Martini gegossen. 1974 schloss der Betrieb. Die Hemelinger Aluminium- und Magnesiumfabrik war in dieser Zeit ein weiterer Betrieb in dieser Gegend. Minna Wilkens, die Frau des Unternehmers Diedrich Wilkens, engagierte sich 1880 für das Alte Pfleghaus an der Christernstraße und 1895 für das frühere Krankenhaus Christernstraße.

### Verkehr
Nach dem Bau des Hemelinger Tunnels bis 2003 sank das Verkehrsaufkommen in dem umliegenden Viertel, so auch in der Christernstraße.
Im Nahverkehr in Bremen durchfahren die Buslinien 29 (Kattenturm-Mitte ↔ Neue Vahr-Nord), 40/41 (Bf Mahndorf ↔ Weserwehr) und 42 (Marschstraße ↔ Weserwehr) die Christernstraße.

## Gebäude und Anlagen
An der Straße stehen überwiegend ein- und zweigeschossige Gebäude.
Bremer Baudenkmale
- Westerholzstraße 19: Neogotische evangelische Hemelinger Kirche von 1890 nach Plänen von Karl Börgemann.[1]

Erwähnenswerte Gebäude und Anlagen
- Brücke über die Bahnstrecke Wanne-Eickel–Hamburg
- Nr. 2 und 4: 2-gesch. Wohnhäuser von um 1900
- Nr. 6: 3-gesch. Gebäude mit Kindertagesheim
- Nr. 12: 2-gesch. Wohnhaus von um 1900
- Nr. 14: 2-gesch. sieben neuere Wohnhäuser in der zweiten Reihe
- Nr. 16: 2-gesch. neueres Gebäude des Polizeireviers Hemelingen
- Nr. 18: 2-gesch. neueres Gemeindezentrum der Kirche von 2018 nach Plänen von Valentin Schmitz
  - Nr. 18b: Kita der Ev. Kirchengemeinde Hemelingen
  - Dahinter Westerholzstraße 19: Evangelische Kirchengemeinde Hemelingen, s. o.
- Brüggeweg Nr. 54 Ecke Christernstraße: 4-gesch. Gebäude der Rheinmetall Electronics
- Nr. 107 bis 117: 2- und 3-gesch. Gewerbebauten verschiedener Firmen
- Bruchweg Nr. 41 Ecke Christernstraße: Osmers Gaststätte